# Hunter TR-12
El ‘Hunter TR-12’ es un vehículo blindado táctico 4×4 multipropósito, desarrollado y fabricado por la Empresa Colombiana Armor International para el transporte de tropas, transporte de carga, ambulancia, antimotines y operaciones especiales en lugares de difícil acceso.

## Descripción

### Diseño
El compartimiento de tripulación del Hunter TR-12 es de construcción monocasco; y es para una tripulación de dos operantes más diez hombres. Está montado sobre un chasis independiente, adaptado de un vehículo civil. Con un blindaje de Nivel B6 (Norma EN 1063) en los niveles de protección, ofrece una protección superior contra fuego de fusiles, sin munición penetrante, de calibres 5,56 × 45 mm , 7,62 × 39 mm y 7,62 × 51 mm (únicamente balas FMJ como tipo 5.56 M193 pero no antiblindaje como M885 ni M885a1 y para 7.62x51mm M80 FMJ) y esquirlas en caso de emboscadas. 
Cada lado del casco se ha equipado dos pequeñas ventanas blindadas. Adicionalmente, se dispusieron cuatro troneras para que la tripulación pueda accionar sus armas desde el interior.

### Configuración vehicular
Sus ruedas son de tipo run-flats, y su suspensión es del tipo de ballestas pudiéndose utilizar en terrenos sin pavimentar, pero con dificultades en irregulares ante la falta de suspensión independiente. La configuración estándar tiene una rueda de repuesto en la parte trasera y viene con luces de búsqueda y una cámara térmica. Se puede equipar opcionalmente con luces opacas, snorkel y cabestrante delantero.

### Armamento
En el Hunter TR-12 se puede montar una torreta de techo, con un traverso de 360°, la cual se deduce que puede ser un afuste con la ametralladora pesada browning .50 (12,7 mm), o una M60 de calibre 7,62 mm que puede ser operada por un artillero o a control remoto.

## Desarrollo Relacionados
- Hunter XL

## Vehículos similares
- Humvee
- GAZ-2975 Tigr
- URO VAMTAC
- Oshkosh Sand Cat
- BTR-80 Caribe
- ISBI Meteoro
- Oshkosh M-ATV
- RG-31 Nyala
- Kozak
- Grizzly APC
- Mowag Eagle
- Tiuna